# Ocypus brunnipes
Ocypus brunnipes is een kever van de familie kortschildkevers (Staphylinidae) De grote donkerbruine of zwartachtige kortschildkever met oranje poten. Het kan tot 13 mm of meer meten.